# Campeonato Alagoano 2023
El Campeonato Alagoano de Fútbol 2023 fue la 93.ª edición de la primera división de fútbol del estado de Alagoas. El torneo fue organizado por la Federação Alagoana de Futebol (FAF). El torneo comenzó el 14 de enero y finalizó el 8 de abril.
CRB se consagró bicampeón consecutivo tras vencer en la final al ASA Arapiraca, al igual que el año pasado, consiguiendo así su título estatal número 33.

## Sistema de juego[2]

### Primera fase
Los 8 equipos se enfrentan en modalidad de todos contra todos a una sola rueda. Culminadas las siete fechas, el último equipo posicionado en la tabla de posiciones desciende a la Segunda División. Mientras que los cuatro primeros clasifican a las semifinales.

### Segunda fase
- Semifinales: Los enfrentamientos de las semifinales se jugarán de la siguiente manera:
  - 1.º vs. 4.º
  - 2.º vs. 3.º

- Final: La disputan los dos ganadores de las semifinales.

- Nota 1: Las semifinales y la final se disputan en partidos de ida y vuelta, cerrando la serie en casa del club con mayor cantidad de puntos acumulados hasta ese momento.
- Nota 2: En caso de empate en puntos y diferencia de goles en las semifinales y la final, se definirá en tanda de penales.

## Equipos participantes
| Equipo                | Ciudad              | Estadio (Capacidad)            | Posición 2021      | Títulos (último) |
| --------------------- | ------------------- | ------------------------------ | ------------------ | ---------------- |
| ASA Arapiraca         | Arapiraca           | Municipal Arapiraca (12 500)   | 2.º                | 7 (2011)         |
| Coruripe              | Coruripe            | Gerson Amaral (7000)           | 1.º (2.ª división) | 3 (2014)         |
| CRB                   | Maceió              | Rei Pelé (18 801)              | Campeón            | 32 (2022)        |
| Cruzeiro de Arapiraca | Arapiraca           | Municipal Arapiraca (12 500)   | 6.º                | 0                |
| CSA                   | Maceió              | Rei Pelé (18 801)              | 3.º                | 40 (2021)        |
| CSE                   | Palmeira dos Índios | Juca Sampaio (7000)            | 5.º                | 0                |
| Desportiva Aliança    | Pilar               | Municipal Rubens Canuto (2000) | 7.º                | 0                |
| Murici                | Murici              | José Gomes da Costa (3000)     | 4.º                | 1 (2010)         |

| Crecimiento | Equipo proveniente del Campeonato Alagoano de Segunda División 2022. |

## Primera fase

### Tabla de posiciones
| Pos. | Equipo                | Pts. | PJ | G | E | P | GF | GC | Dif. | Clasificación          |
| ---- | --------------------- | ---- | -- | - | - | - | -- | -- | ---- | ---------------------- |
| 1    | CRB                   | 19   | 7  | 6 | 1 | 0 | 16 | 6  | +10  | Fase final.            |
| 2    | ASA Arapiraca         | 11   | 7  | 3 | 2 | 2 | 10 | 7  | +3   | Fase final.            |
| 3    | Murici                | 11   | 7  | 3 | 2 | 2 | 9  | 11 | −2   | Fase final.            |
| 4    | Coruripe              | 9    | 7  | 2 | 3 | 2 | 7  | 8  | −1   | Fase final.            |
| 5    | CSA                   | 8    | 7  | 2 | 2 | 3 | 8  | 7  | +1   |                        |
| 6    | CSE                   | 7    | 7  | 1 | 4 | 2 | 5  | 8  | −3   |                        |
| 7    | Cruzeiro de Arapiraca | 6    | 7  | 2 | 0 | 5 | 10 | 9  | +1   |                        |
| 8    | Desportiva Aliança    | 5    | 7  | 1 | 2 | 4 | 6  | 15 | −9   | Descenso de categoría. |

 Fuente: FAF
Criterios de clasificación: 1) Puntos; 2) Partidos ganados; 3) Diferencia de gol; 4) Goles anotados; 5) Enfrentamiento directo entre los equipos en cuestión (dos equipos); 6) Menor cantidad de tarjetas rojas; 7) Menor cantidad de tarjetas amarillas; 8) Sorteo.

### Resultados
| Local \ Visitante     | ASA | COR | CRB | CRU | CSA | CSE | DAL | MUR |
| --------------------- | --- | --- | --- | --- | --- | --- | --- | --- |
| ASA Arapiraca         | —   | 2–0 | 1–2 | —   | —   | 1–1 | 2–0 | —   |
| Coruripe              | —   | —   | —   | —   | 1–1 | 0–0 | 2–1 | —   |
| CRB                   | —   | 1–1 | —   | 2–1 | 3–1 | 3–0 | —   | —   |
| Cruzeiro de Arapiraca | 1–2 | 1–2 | —   | —   | —   | —   | —   | 1–2 |
| CSA                   | 0–0 | —   | —   | 1–0 | —   | —   | 1–2 | 4–0 |
| CSE                   | —   | —   | —   | 0–1 | 1–0 | —   | —   | 1–1 |
| Desportiva Aliança    | —   | —   | 1–3 | 0–5 | —   | 2–2 | —   | —   |
| Murici                | 3–2 | 2–1 | 1–2 | —   | —   | —   | 0–0 | —   |

## Fase final

#### Cuadro de desarrollo
|  | Semifinales       | Semifinales       | Semifinales       | Semifinales       | Semifinales       |   |   | Final          | Final          | Final          | Final          | Final          |  |
|  | 11 al 19 de marzo | 11 al 19 de marzo | 11 al 19 de marzo | 11 al 19 de marzo | 11 al 19 de marzo |   |   | 1 y 8 de abril | 1 y 8 de abril | 1 y 8 de abril | 1 y 8 de abril | 1 y 8 de abril |  |
|  |                   |                   |                   |                   |                   |   |   |                |                |                |                |                |  |
|  |                   |                   |                   |                   |                   |   |   |                |                |                |                |                |  |
|  | 1                 | CRB               | 3                 | 3                 | 6                 |   |   |                |                |                |                |                |  |
|  | 1                 | CRB               | 3                 | 3                 | 6                 |   |   |                |                |                |                |                |  |
|  | 4                 | Coruripe          | 2                 | 1                 | 3                 |   |   |                |                |                |                |                |  |
|  | 4                 | Coruripe          | 2                 | 1                 | 3                 |   | 1 | CRB            | 2              | 1              | 3              |                |  |
|  |                   |                   |                   |                   |                   |   | 1 | CRB            | 2              | 1              | 3              |                |  |
|  |                   |                   | 2                 | ASA Arapiraca     | 0                 | 0 | 0 |                |                |                |                |                |  |
|  | 2                 | ASA Arapiraca     | 2                 | ASA Arapiraca     | 0                 | 0 | 0 | 1              | 1              | 2              |                |                |  |
|  | 2                 | ASA Arapiraca     |                   |                   |                   |   |   | 1              | 1              | 2              |                |                |  |
|  | 3                 | Murici            | 1                 | 0                 | 1                 |   |   |                |                |                |                |                |  |
|  | 3                 | Murici            | 1                 | 0                 | 1                 |   |   |                |                |                |                |                |  |
|  |                   |                   |                   |                   |                   |   |   |                |                |                |                |                |  |

Nota: El equipo que ocupa la primera línea es el que define la serie como local.

| Bandera del estado de Alagoas |
| Campeón                       |
| CRB 33.° título               |

## Clasificación final
| Pos. | Equipo                | Pts. | PJ | G  | E | P | GF | GC | Dif. | Clasificación                                                  |
| ---- | --------------------- | ---- | -- | -- | - | - | -- | -- | ---- | -------------------------------------------------------------- |
| 1.°  | CRB (C)               | 31   | 11 | 10 | 1 | 0 | 25 | 9  | +16  | Copa de Brasil 2024 y Copa do Nordeste 2024.                   |
| 2.°  | ASA Arapiraca         | 15   | 11 | 4  | 3 | 4 | 12 | 11 | +1   | Copa de Brasil 2024, Pre-Copa do Nordeste 2024 y Serie D 2024. |
| 3.°  | Murici                | 12   | 9  | 3  | 3 | 3 | 10 | 13 | −3   | Copa de Brasil 2024.                                           |
| 4.°  | Coruripe              | 9    | 9  | 2  | 3 | 4 | 10 | 14 | −4   |                                                                |
| 5.°  | CSA                   | 8    | 7  | 2  | 2 | 3 | 8  | 7  | +1   |                                                                |
| 6.°  | CSE                   | 7    | 7  | 1  | 4 | 2 | 5  | 8  | −3   | Serie D 2024.                                                  |
| 7.°  | Cruzeiro de Arapiraca | 6    | 7  | 2  | 0 | 5 | 10 | 9  | +1   |                                                                |
| 8.°  | Desportiva Aliança    | 5    | 7  | 1  | 2 | 4 | 6  | 15 | −9   | Segunda División 2024.                                         |

Reglas de clasificación: 1) Puntos; 2) Partidos ganados; 3) Diferencia de gol; 4) Goles anotados; 5) Enfrentamiento directo entre los equipos en cuestión (dos equipos); 6) Menor cantidad de tarjetas rojas; 7) Menor cantidad de tarjetas amarillas; 8) Sorteo.

## Definición para Copa de Brasil 2024
El tercer y último cupo disponible para clasificar a la Copa de Brasil 2024, lo definen el equipo que termine en tercer puesto (Murici) contra el campeón de la Copa Alagoas 2023 (CSE).
| Local en la ida | Global | Local en la vuelta | Ida   | Vuelta |
| --------------- | ------ | ------------------ | ----- | ------ |
| Murici          | 3 – 0  | CSE                | 2 – 0 | 1 – 0  |

## Estadísticas

### Asistencia de local
| #   | Equipo                | PJ | Pagantes | Invitados y/o No pagantes | Niños | Total | Promedio | Recaudación (R$) |
| --- | --------------------- | -- | -------- | ------------------------- | ----- | ----- | -------- | ---------------- |
| 1.º | CRB                   | 6  | 28116    | 6018                      | 2844  | 36978 | 6163     | 504.278,00       |
| 2.º | ASA                   | 6  | 13589    | 7235                      | 2511  | 23335 | 3889     | 248.837,00       |
| 3.º | CSA                   | 4  | 6186     | 3160                      | 1406  | 10752 | 2688     | 83.145,00        |
| 4.º | CSE                   | 3  | 2319     | 1452                      | 421   | 4192  | 1397     | 41.590,00        |
| 5.º | Coruripe              | 4  | 2361     | 825                       | 266   | 3452  | 863      | 46.720,00        |
| 6.º | Murici                | 5  | 1451     | 1819                      | 515   | 3785  | 757      | 31.840,00        |
| 7.º | Cruzeiro de Arapiraca | 3  | 1055     | 699                       | 161   | 1915  | 638      | 30.730,00        |
| 8.º | Desportiva Aliança    | 3  | 460      | 128                       | 39    | 627   | 209      | 9.570,00         |
| −   | Total                 | 34 | 55537    | 21336                     | 8163  | 85036 | 2501     | 996.710,00       |

### Partidos con más asistencia
| Fecha              | Local | Resultado | Visita   | Asistencia | Recaudación (R$) | Estadio             | Ref.  |
| ------------------ | ----- | --------- | -------- | ---------- | ---------------- | ------------------- | ----- |
| Vuelta - Final     | CRB   | 1 - 0     | ASA      | 14.728     | 287.825,00       | Rei Pelé            | [ 3 ] |
| Vuelta - Semifinal | CRB   | 3 - 1     | Coruripe | 9.012      | 90.895,00        | Rei Pelé            | [ 4 ] |
| Vuelta - Semifinal | ASA   | 1 - 0     | Murici   | 5.998      | 58.780,00        | Municipal Arapiraca | [ 5 ] |
| Ida - Final        | ASA   | 0 - 2     | CRB      | 5.090      | 65.430,00        | Municipal Arapiraca | [ 6 ] |
| 4.º - 1.ª Fase     | CRB   | 3 - 1     | CSA      | 4.699      | 63.358,00        | Rei Pelé            | [ 7 ] |

### Partidos con menos asistencia
| Fecha          | Local                 | Resultado | Visita                | Asistencia | Recaudación (R$) | Estadio             | Ref.   |
| -------------- | --------------------- | --------- | --------------------- | ---------- | ---------------- | ------------------- | ------ |
| 5.º - 1.ª Fase | Cruzeiro de Arapiraca | 1 - 2     | Coruripe              | 387        | 460,00           | Municipal Arapiraca | [ 8 ]  |
| 4.º - 1.ª Fase | Murici                | 3 - 2     | ASA                   | 316        | 1.510,00         | José Gomes da Costa | [ 9 ]  |
| 2.º - 1.ª Fase | Cruzeiro de Arapiraca | 1 - 2     | Murici                | 208        | 1.380,00         | Municipal Arapiraca | [ 10 ] |
| 9.º - 1.ª Fase | Desportiva Aliança    | 2 - 2     | CSE                   | 93         | 1.530,00         | Rei Pelé            | [ 11 ] |
| 3.º - 1.ª Fase | Desportiva Aliança    | 0 - 5     | Cruzeiro de Arapiraca | 91         | 720,00           | Gerson Amaral       | [ 12 ] |